# New Knoxville
New Knoxville ist ein Village im Auglaize County im US-Bundesstaat Ohio. Gegründet wurde der Ort im Jahr 1835. Auf einer Gemeindefläche von 2,0 km² leben 946 Einwohner (Stand 2020).
Die Historische Gesellschaft der New Knoxville Community unterhält ein Museum. Drei der Gebäude des "Heritage Center Complex" sind im nationalen Register historischer Plätze aufgeführt. Es handelt sich dabei um ein Wohnhaus, eine Arztpraxis und eine Küche des verdienten und prominenten Gemeindemitgliedes H.E. Fledderjohann, der zur Wende zum 20. Jahrhundert in New Knoxville lebte.
New Knoxville ist die Heimat der First United Church of Christ und New Knoxville United Methodist Church (vormals Salem Methodisten). 
Das Unternehmen Hoge Lumber ist der größte Arbeitgeber im Ort und weltweit der größte Produzent von Holz-Bowlingbahnen.
Die religiöse Organisation The Way International hat ebenfalls ihren Sitz in New Knoxville. Im Westen der Stadt liegt der Flughafen Neil Armstrong, der zu Ehren des berühmten Astronauten so genannt wurde. Neil Armstrong stammte aus dem Auglaize County.
Es besteht eine Städtepartnerschaft mit Ladbergen in Nordrhein-Westfalen – ein Teil der Vorfahren der heutigen Einwohner sind im 19. Jahrhundert als Auswanderer aus Ladbergen gekommen.